# Ermanno Feliciani
Ermanno Feliciani (Atri, 18 giugno 1991) è un arbitro di calcio italiano.

## Biografia
Nativo di Atri, ma residente a Roseto degli Abruzzi e appartenente alla sezione AIA di Teramo, è laureato in giurisprudenza, è figlio d'arte, in quanto anche il padre Pietro è stato arbitro fino alla Serie D, per poi intraprendere la carriera di osservatore.

## Carriera
Ha iniziato ad arbitrare nel 2006, arrivando in Serie D nel 2014 e venendo promosso in Lega Pro nel 2017.
Nel 2022 passa in C.A.N. A e B, debuttando in Serie A il 5 novembre, nella partita Empoli-Sassuolo, terminata 1-0.
Al termine della stagione 2022-2023 ha diretto 5 partite in Serie A, una partita degli ottavi di finale in Coppa Italia, e 9 partite in Serie B.